# فيكتوريا فاولر
فيكتوريا فاولر (بالإنجليزية: Victoria Fuller)‏ هي فنانة أمريكية، ولدت في 13 مايو 1953 في ألينتاون في الولايات المتحدة.